# I Do Not Want This
Pistes de The Downward Spiral
The Becoming Big Man with a Gun
I Do Not Want This est une chanson du groupe de metal industriel Nine Inch Nails et la huitième piste sur The Downward Spiral.